# Kobe (kunstenaar)

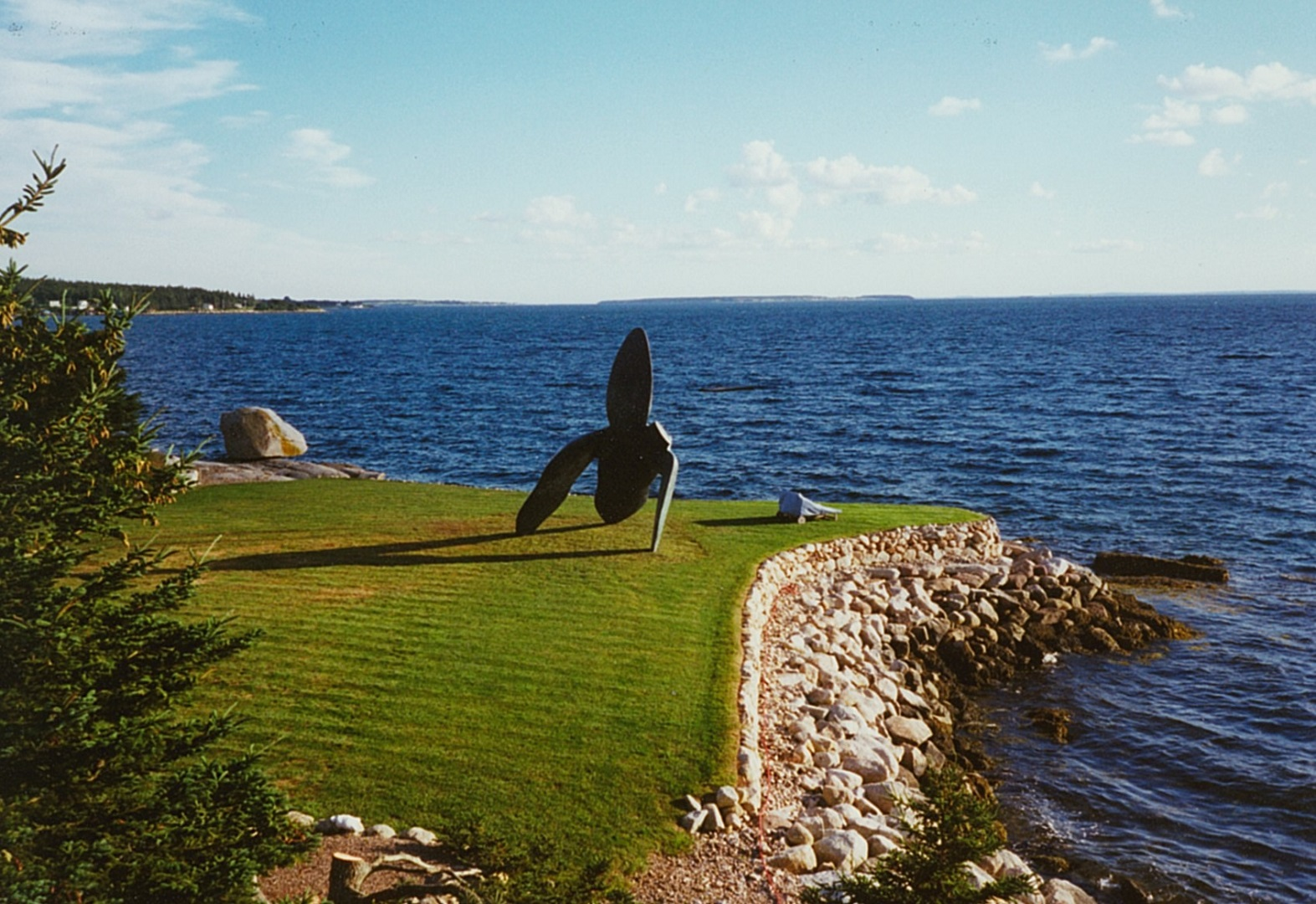
Kobe – Arcade – 1999 – brons – 670 × 630 × 440 cm – Blandford, Nova Scotia, Canada – privécollectie

Kobe (pseudoniem van Jacques Saelens; Kortrijk, 4 september 1950 – Saint-Julien (Var), 26 oktober 2014) was een Belgische kunstenaar, beeldhouwer.

## Levensloop
Kobe volgde een opleiding aan respectievelijk het LUCA School of Arts in Schaarbeek (1969-1974) en de Academie voor Schone Kunsten in Kortrijk (1969-1977), waar hij leerde hoe belangrijk tekenen is voor een beeldhouwer. Na zijn academietijd maakte Kobe op 25-jarige leeftijd een reis van een jaar door Midden- en Zuid-Amerika. Die reis is van grote invloed geweest op zijn latere ontwikkeling als kunstenaar.
Kobes artistieke visie werd verder gevormd door vele reizen in Afrika en Azië, waar hij de oude culturen tot zich nam. Beroepshalve was Kobe onder meer leraar beeldhouwkunst aan de academies van Kortrijk, Deinze en Harelbeke. Rond 1992 begon Kobe te experimenteren met platte vormen, wat tot een typische en herkenbare stijl leidde van brede en tegelijk dunne kunstwerken.
In 1995 werd Kobe zelfstandig beeldhouwer en werkte hij in Pietrasanta (Toscane) dicht bij de bronsgieterijen en dicht bij de marmergroeven van Carrara.
Pietrasanta staat al eeuwen bekend om zijn marmer en zijn beeldhouwers. Kunstenaars verzamelen zich daar sinds de tijd van Michelangelo om in marmer of graniet te werken.
In de 20ste eeuw leefden Henry Moore, Marino Marini en Jacques Lipchitz in Pietrasanta.

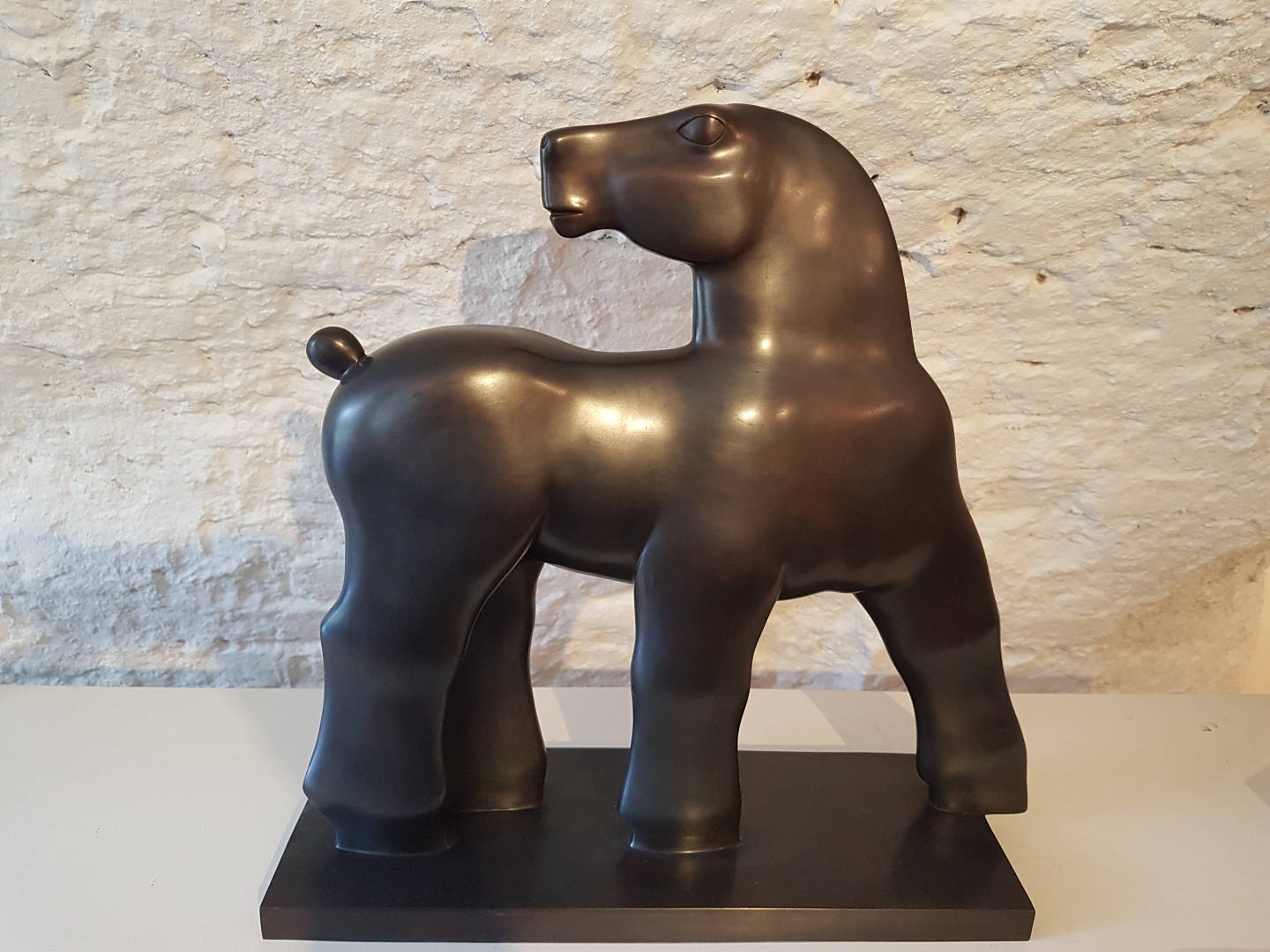
Kobe – In Al Zijn Glorie – 2011 – Brons – 51 × 53 × 17,5 cm

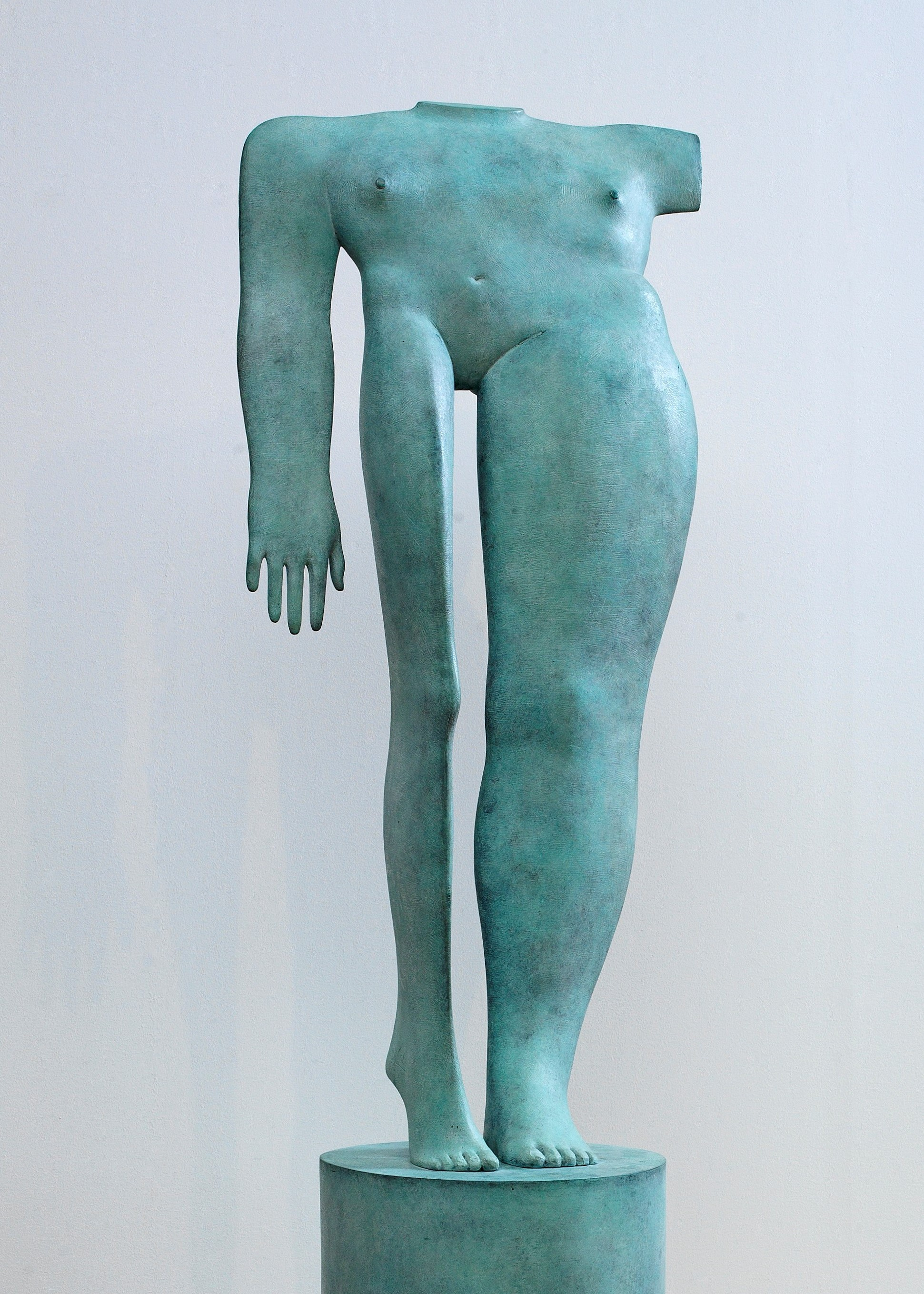
Kobe – Grande Torse Debout (Grote Staande Romp) – 1999 – Brons – 160 × 48 × 20 cm (base 60 × 30 cm) – Beeldengalerij Het Depot (museum)

## Kunstwerken
Kobe werkte in verschillende materialen (brons, klei, plaaster, marmer, graniet). Het merendeel van Kobes kunstwerken zijn gemaakt uit brons of marmer. Twee onderwerpen domineerden zijn kunstwerken: de vrouwelijke figuur en het paard. Kobes vrouwelijke figuren zien er moederlijk en menselijk uit, of ze nu dik of dun zijn. Het zijn zeker geen ideaal geproportioneerde supermodellen. Naast de vrouwelijke figuren beeldhouwde Kobe ook paarden als een symbool van kracht, kameraadschap en verbinding.
Kobe begon elke ochtend met het maken van een aantal tekeningen, die hij later uitwerkte tot een kunstwerk. Kobe zag zijn tekeningen niet als autonome kunstwerken. Voor hem waren het puur schetsmatige weergaven van losse gedachten, waargenomen houdingen of ideeën.
Kobe wilde enkel het essentiële tonen. Kobe wilde zijn kunst niet ingewikkeld maken met verborgen betekenissen of een achterliggende symboliek. Voor hem primeerden eenvoud en schoonheid.
Kobes meest monumentale kunstwerk Arcade (670 × 630 × 440 cm) staat in Canada, dicht bij de Atlantische Oceaan. Andere kunstwerken kunnen gevonden worden in musea en privécollecties, waaronder The Phoebus Foundation en Beeldengalerij Het Depot.
Kobe ontwierp in 2009 de winnaarstrofee voor de Memorial Van Damme. Het is een bronzen kunstwerk, getiteld Loper (19,5 × 7 × 5 cm), dat gebaseerd is op de naakte Griekse atleten van vroeger.
Het oeuvre van Kobe werd tentoongesteld in talrijke nationale en internationale galeries en kunstbeurzen, waaronder Morren Galleries (Utrecht, NL), Robinsons Art Gallery (Knokke-Heist, BE), Europ'Art (Genève, CH), Miart Milano Art Fair (Milaan, IT), London Art Fair (Londen, GB), MPV Gallery ('s-Hertogenbosch, NL), Miami Art Fair (Miami, Florida, USA), KunstRAI (Amsterdam, NL) en Galerie Beaux-Arts (Londen, GB).

## Publicaties
- Ingenieuze Vrolijke Eenhoud[13] (kunstcatalogus – 1995 – hardcover – 57p. – NL/FR/EN/DT/IT) (gepubliceerd door Robinsons Art Gallery) (selectie van de beginwerken)
- Herinneringen (Veertig Vlamingen en hun geliefkoosd kunstwerk)[3] (In dit boek beschrijft ondernemer en kunstverzamelaar Fernand Huts (eigenaar van Katoen Natie) zijn keuze voor het bronzen kunstwerk 'De Grote Aanvoerder'.)
- Spelen met Vlakken en Vormen[13] (kunstcatalogus – 2004 – hardcover – 48p. – NL) (gepubliceerd door MPV Gallery) (selectie van kunstwerken tussen 1996 en 2004)
- Kobe[13] (dvd – 2008 – 33 min. – NL/EN ondertiteling) (gepubliceerd door MPV Gallery) (toont het leven en werk van Kobe)
- Becoming Kobe[13] (kunstcatalogus – 2010 – hardcover – 95p. – NL/EN) (gepubliceerd door MPV Gallery) (selectie van kunstwerken tussen 2002 en 2010)
- Het Depot Belicht[10] (boek over Beeldengalerij Het Depot waarin het marmeren beeld 'Il Paradiso'[14] vermeld wordt)
- Kobe – Ingenious Simplicity[15][13] (monografie – 2016 – hardcover – 252p. – NL/EN/FR) (geschreven door de zoon van Kobe en kunstcriticus Johan Debruyne) (monografie over Kobes leven en werk)
- Masterpieces[13] (kunstcatalogus – 2018 – hardcover – 26p. – NL/FR/EN) (gepubliceerd door Robinsons Art Gallery) (selectie van marmeren kunstwerken)
- Kunstmo(nu)menten[2] (Het bronzen kunstwerk 'De Grote Aanvoerder' werd opgenomen in dit boek dat de lezer op een kunstroute meeneemt door Beveren (Oost-Vlaanderen).)

- Library of Congress Control Number: no2017045334
- Virtual International Authority File: 6276148753701641320002
- WorldCat: E39PBJjMyhYKrmDm8Qh4v7FFrq